# Villers-Saint-Ghislain
Villers-Saint-Ghislain är en ort i Belgien.   Den ligger i provinsen Hainaut och regionen Vallonien, i den centrala delen av landet, 50 km söder om huvudstaden Bryssel. Villers-Saint-Ghislain ligger 76 meter över havet och antalet invånare är 583.
Terrängen runt Villers-Saint-Ghislain är platt. Runt Villers-Saint-Ghislain är det ganska tätbefolkat, med 129 invånare per kvadratkilometer.. Närmaste större samhälle är Mons, 6,7 km väster om Villers-Saint-Ghislain. 
Trakten runt Villers-Saint-Ghislain består till största delen av jordbruksmark.